# ITV2
ITV2 es un canal gratuito de entretenimiento con emisión las 24 horas del día en el Reino Unido, Isla de Man y las Islas del Canal, del que es propietario ITV Digital Channels Ltd., una división de ITV plc. Fue lanzado al público con emisiones regulares el día 7 de diciembre de 1998, y estuvo disponible en plataformas de televisión digital, cable, al igual que en el sistema analógico.
El canal es conocido por su programación de programas y series estadounidenses como "Gossip Girl" y "Entourage", de reality shows como "I'm a Celebrity… Get Me Out of Here!", y programas y series de producción propia, como "Secret Diary of a Call Girl" y "Celebrity Juice".
ITV2 ganó el premio al canal del año en el "Canal Digital Broadcast Awards 2007", y el 9 de junio de 2007, y el 25 de agosto del mismo año, fue nombrado canal de emisión digital del año en el Festival Internacional de Televisión de Edimburgo.